# Mercury Summer
Mercury Summer és el segon senzill del tercer àlbum de Fightstar, Be Human. Va ser lliurat el 6 d'abril de 2009.
El líder Charlie Simpson va dir que la inspiració per aquesta cançó va venir d'una de les pel·lícules preferides de la banda, The Shawshank Redemption, i el somni del protagonista, Andy.
| « | La inspiració per fer la cançó va venir d'una de les nostres pel·lícules preferides de tots els temps, The Shawshank Redemption, i dels somnis del personatge Andy Defrain, arribar al seu paradís Zihautanejo. A la base, no deixa de ser una cançó d'amor però interpreta la història d'un jove en un viatge per trobar el seu propi "nirvana" lluny de tota la merda consumista que ens envolta a la nostra vida dia a dia. | » |

## Llista de pistes
CD:
1. "Mercury Summer"
2. "Athea"

7" Vinyl:
1. "Mercury Summer"
2. "We Left tracks Of Fire"

Paquet d'iTunes:
1. "Mercury Summer" (Senzill)
2. "Athea"
3. "We Left Tracks of Fire"
4. "Mercury Summer" (Acústica)
5. "Mercury Summer" (Remix Nero vs. Ohms)
6. "Mercury Summer" (Vídeo Musical)

## Personal
- Charlie Simpson — Veu, Guitarra, Teclat
- Alex Westaway — Veu, Guitarra
- Dan Haigh — Baix
- Omar Abidi — Bateria, Percussió

## Vídeo musical
El vídeo va ser premiat al seu MySpace el 25 de febrer del 2009. En ell surt la banda portant vestits, en una sala de spinning, juntament amb imatges d'una noia rossa.

## Posició a les llistes
Mercury Summer entered the UK Charts at #46, Fightstar's highest single position since Waste A Moment, which was released in March 2006. It also entered at #1 and #3 in the Rock Singles Chart and Independent Singles chart respectively.
| Llista (2009)    | Posició |
| ---------------- | ------- |
| UK Singles Chart | 46      |
| UK Rock Chart    | 1       |
| UK Indie Chart   | 3       |

| Precedit per: I'd Come for You by Nickelback | UK Rock Chart singles 12 d'abril 2009 | Succeït per: Incumbent |